# “八一”村烈士墓
“八一”村烈士墓，位于中国广东省韶关市始兴县沈所镇外营村（现称八一村），为始兴县的一个县级文物保护单位，类型为近现代重要史迹及代表性建筑，公布时间为1990年7月13日。
“八一”村烈士墓建于1950年。